# Chapada das Mangabeiras
Chapada das Mangabeiras är ett högland i Brasilien. Det ligger i den östra delen av landet, 700 km norr om huvudstaden Brasília.
Omgivningarna runt Chapada das Mangabeiras är huvudsakligen savann. Trakten runt Chapada das Mangabeiras är nära nog obefolkad, med mindre än två invånare per kvadratkilometer.